# Republika (loď, 1920)
Republika I (loď) byla první obchodní loď, parník, který Československo získalo po II. světové válce v roce 1951. a zároveň byla první lodí společnosti Československá námořní plavba. Byla vyrobena ve Velké Británii roku 1920, měnila své názvy i majitele a po 10 letech služby pod čs. vlajkou byla roku 1962 sešrotována.

## Historie lodě

### V cizích službách
Obchodní loď postavila v dubnu 1920 loděnice ve Velké Británii, získala jméno Michigan. Byla dlouhá 130,20 metru, hrubá prostornost 6 580 BRT, nosnost 10 510 DWT, ponor až 8,5 metru. Byla poháněná parním strojem na přehřátou páru s výkonem 1736 kW. V roce 1950 byla prodána do Řecka, kde byla přejmenována na Evanthia.

### Pod československou vlajkou
O rok později 18. listopadu 1951 ji zakoupilo Československo a loď získala pojmenování Republika. V Norsku byly na lodi provedeny různé úpravy a v květnu 1952 loď vyplula na Dálný východ. Poblíž Číny ji poškodil tajfun natolik, že byla odvlečena do Šanghaje a zde byla během dvou let přestavěna. Po čase byly tiché parní kotle přestavěny na mazut s výkonem 2 205 kW, se spotřebou 31 tun denně. Loď podnikla řadu plaveb na Kubu, Dálný východ i do Kanady, přepravovala různý kusový náklad.

### Konec existence
V roce 1962 bylo loď starou 42 let rozhodnuto zrušit, byla prodána na šrot v italském přístavu Terst.

## Galerie

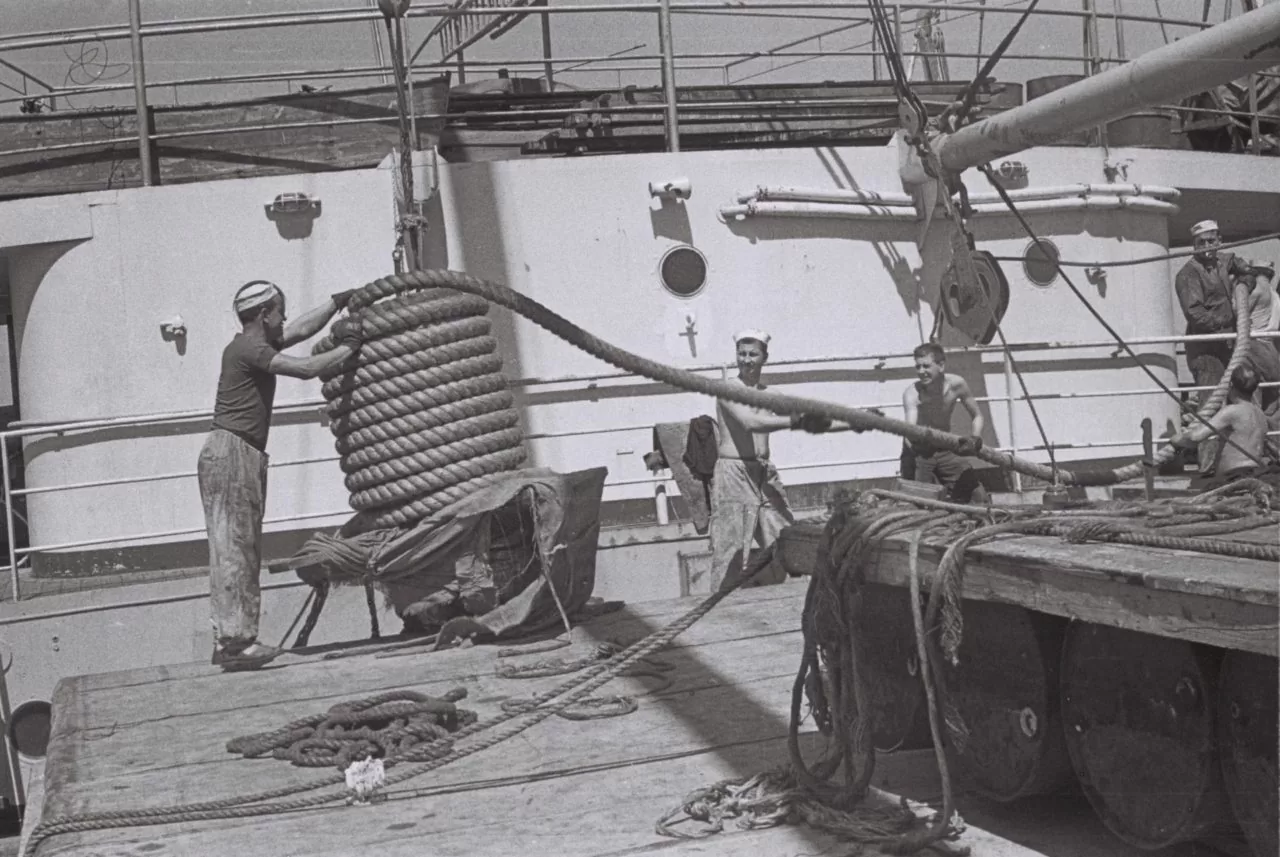
Vyvazování na Republice
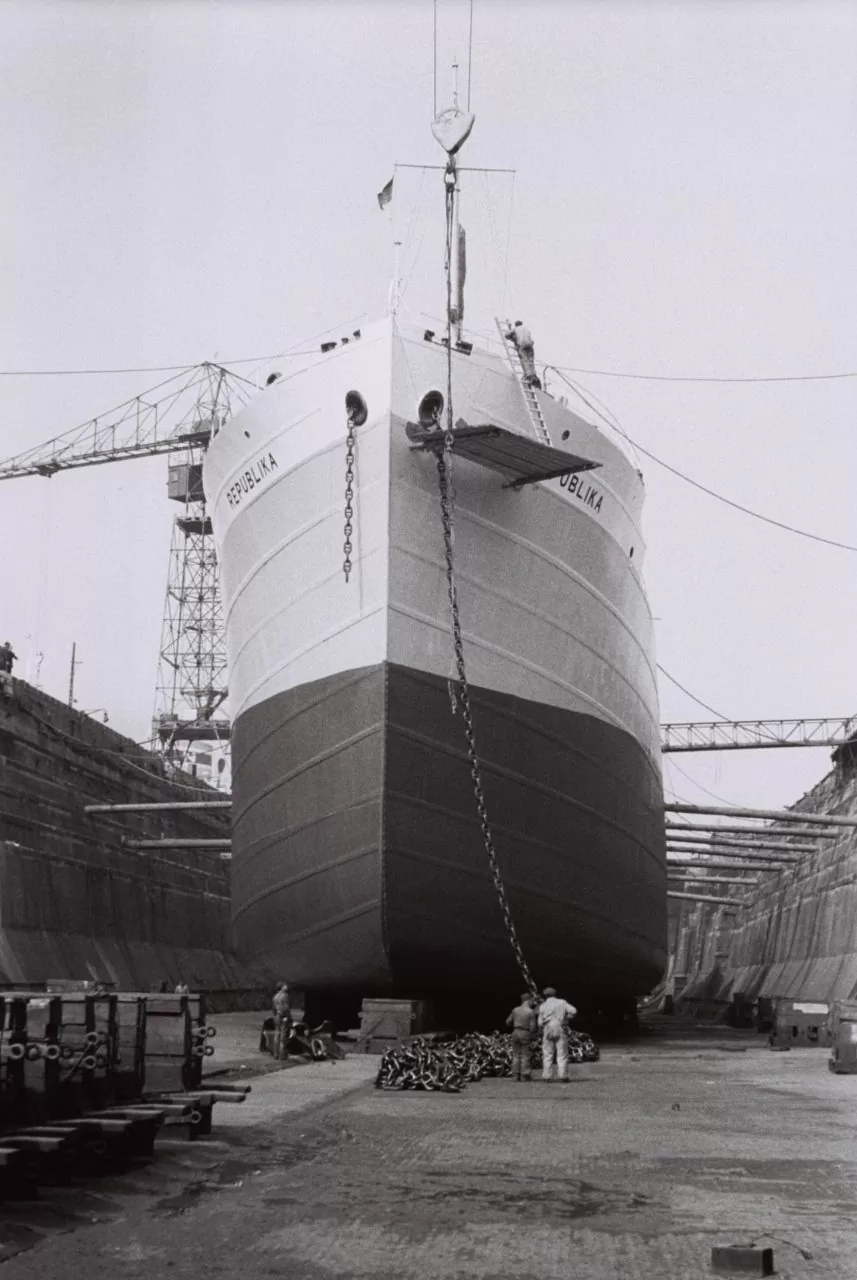
Loď Republika v suchém doku
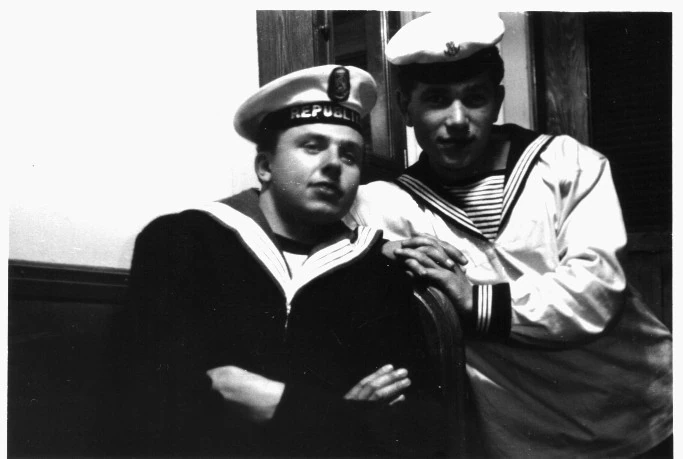
Členové posádky lodě Republika
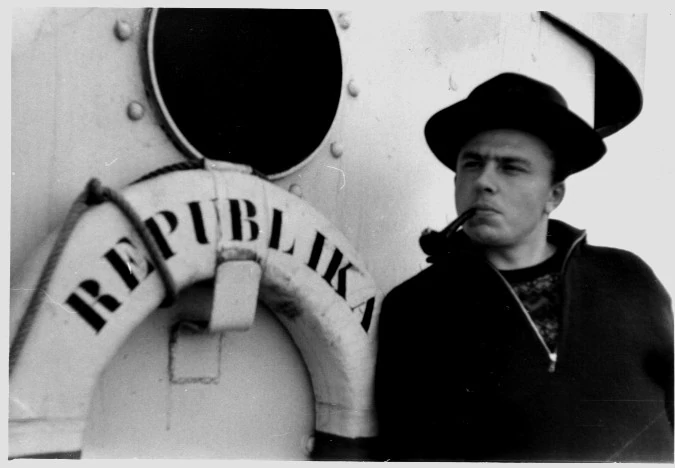
Člen posádky u záchranného kruhu
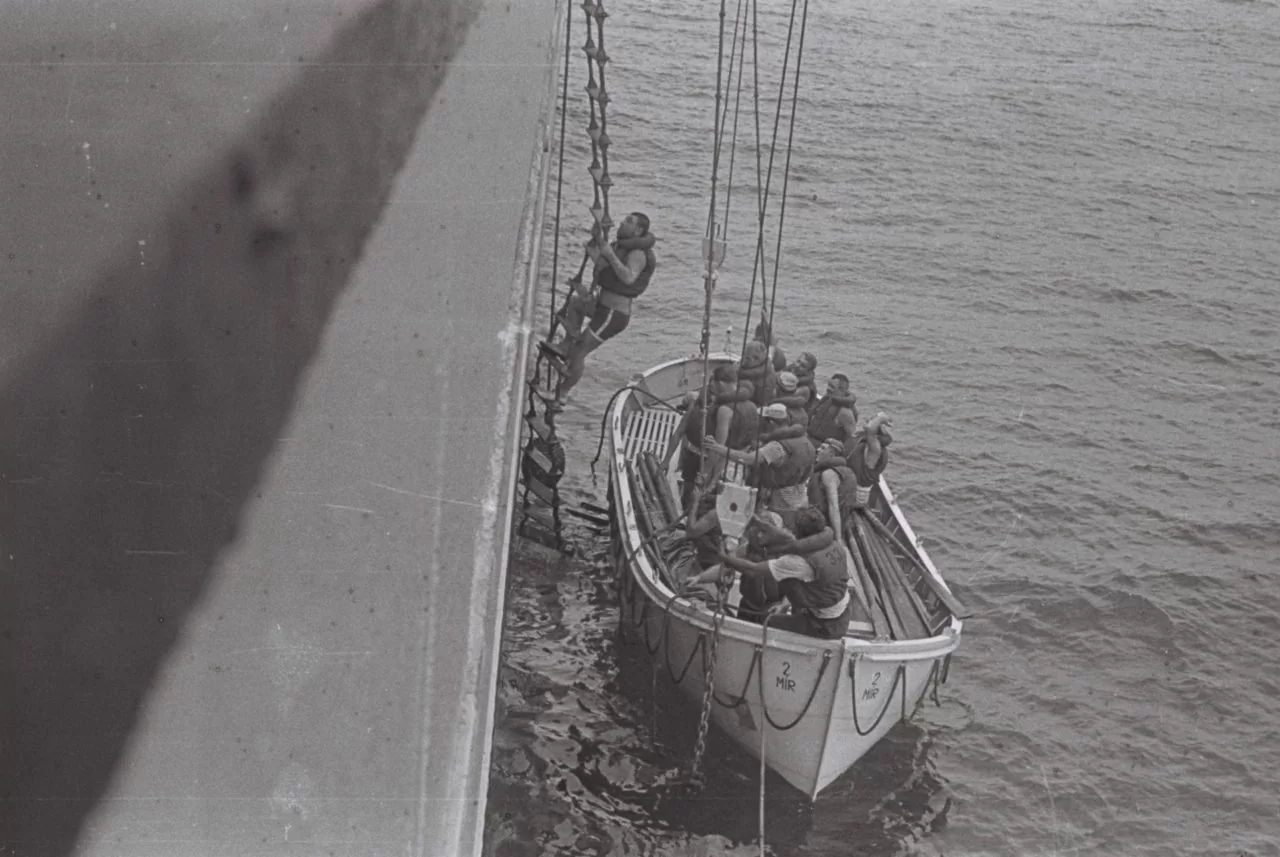
Spouštění člunu
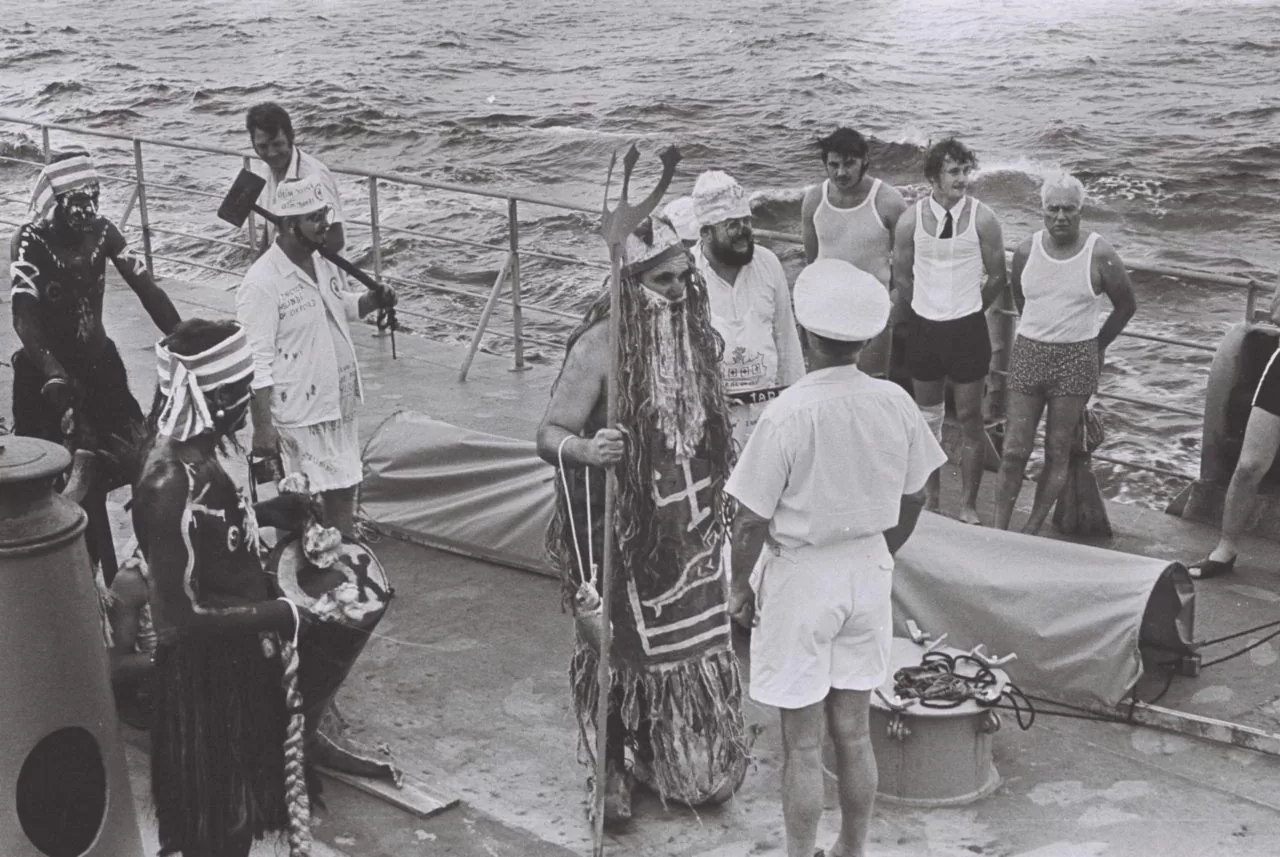
Rovníkový křest